# اینتر تی‌وی
اینتر تی‌وی (اوکراینی: Інтер) شرکت رسانه‌ای اوکراینی است، که در سال ۱۹۹۶ تأسیس شد.